# Jupiter (Manoury)
Pour les articles homonymes, voir Jupiter.
Jupiter est une œuvre mixte en temps réel pour flûte et système électronique du compositeur français Philippe Manoury composée et créé en 1987. L'œuvre fait partie du cycle Sonvs ex Machina.

## Historique
L'œuvre est composée en 1987 et révisée en 1992.

## Technique
Le logiciel utilisé pour cette œuvre est Max/MSP.

## Distinctions
L'œuvre a obtenu le prix de la meilleure réalisation musicale de la SACEM en 1988.